# Balvan
Balvan (bulgariska: Балван) är ett distrikt i Bulgarien.   Det ligger i kommunen Obsjtina Veliko Tărnovo och regionen Veliko Tărnovo, i den centrala delen av landet, 170 kilometer öster om huvudstaden Sofia.